# Lachnostylis hirta
Lachnostylis hirta là một loài thực vật có hoa trong họ Diệp hạ châu. Loài này được (L.f.) Müll.Arg. mô tả khoa học đầu tiên năm 1866.